# Shuttle Carrier Aircraft
Gli Shuttle Carrier Aircraft (SCA) sono due aerei di linea tipo Boeing 747 pesantemente modificati dalla NASA e utilizzati per il trasporto dello Space Shuttle orbiter. Uno di questi è basato sul modello 747-100, mentre l'altro è una versione a corto raggio denominata 747-100SR.
Gli SCA sono utilizzati per riportare gli Shuttle al John F. Kennedy Space Center tutte le volte che per ragioni operative sono costretti ad atterrare in una pista che non sia la NASA Shuttle Landing Facility. Nei primi voli di test dello shuttle, gli SCA servirono per portare in quota il prototipo dell'orbiter per poi rilasciarlo in modo da provare l'atterraggio. Gli SCA sono anche stati usati per trasportare gli orbiter alle loro destinazioni designate dopo il ritiro. L'orbiter è posto sul dorso della fusoliera dell'aereo tramite un'apposita struttura.

## Progetto e sviluppo
Il primo aeroplano, un Boeing 747-100 con registrazione N905NA, era originalmente di proprietà della American Airlines e infatti le sue insegne sono visibili durante i test dell'Enterprise nel 1970. È stato acquistato nel 1974 e inizialmente usato per alcuni esperimenti da parte del Dryden Flight Research Center della NASA.
Nel 1988 la NASA acquistò un 747-100SR dalla Japan Airlines. Registrato come N911NA entrò in servizio nel 1990 dopo aver subito modifiche simili al N905NA. Fu usato per la prima volta nel 1991 per trasportare lo shuttle Endeavour dalla fabbrica di Palmdale, in California al Kennedy Space Center. Anche il C-5 Galaxy fu considerato dalla NASA per il compito di trasporto dello Shuttle, ma fu scartato in favore del 747. Uno degli aerei risiede presso il Dryden Flight Research Center alla Edwards Air Force Base, California, mentre l'altro è situato presso il Pinal Airpark nell'Arizona (KMZJ).

## Galleria d'immagini

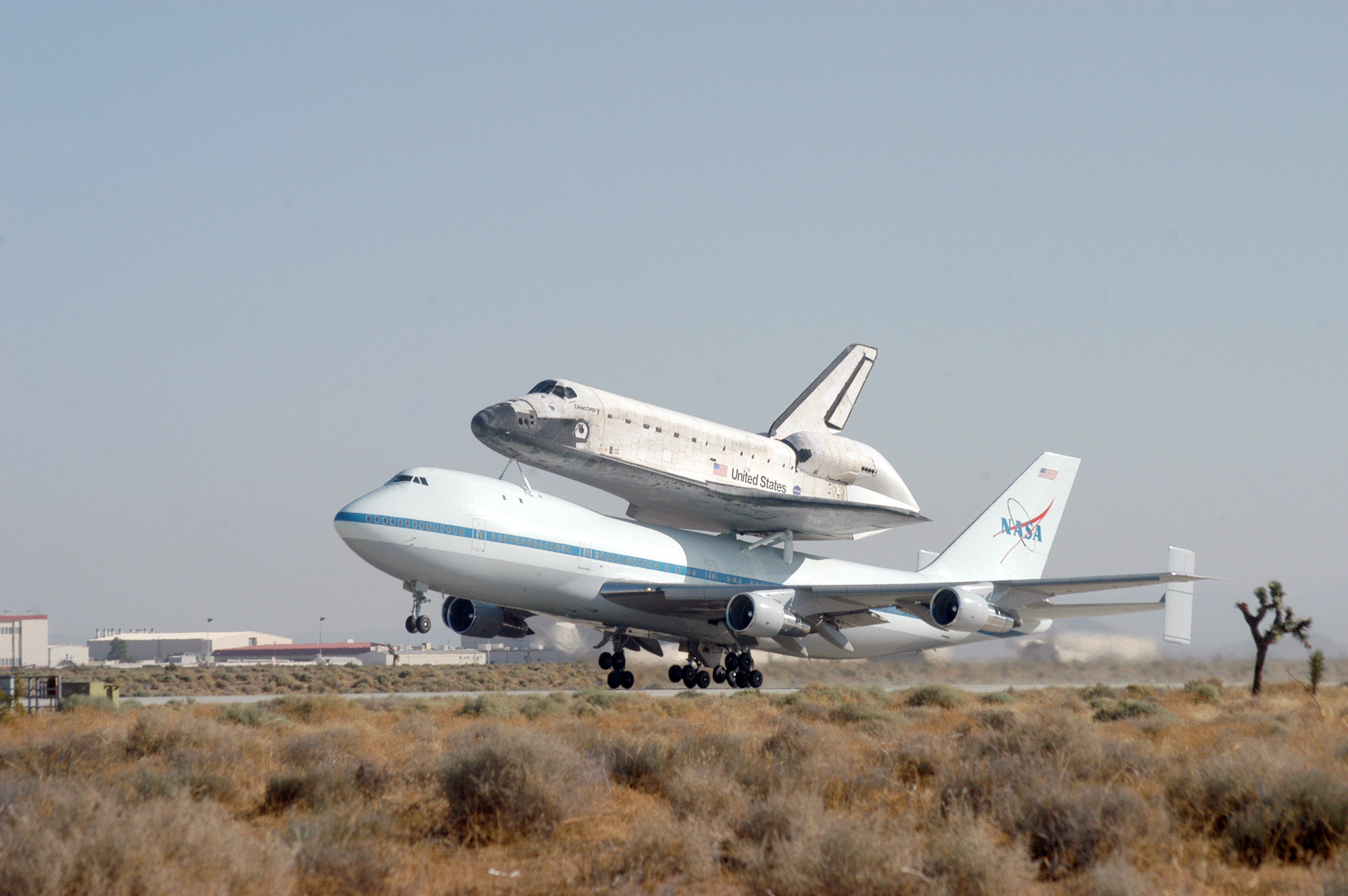
Lo Shuttle Carrier trasporta il Discovery dall'Edwards AFB al Kennedy Space Center, Florida
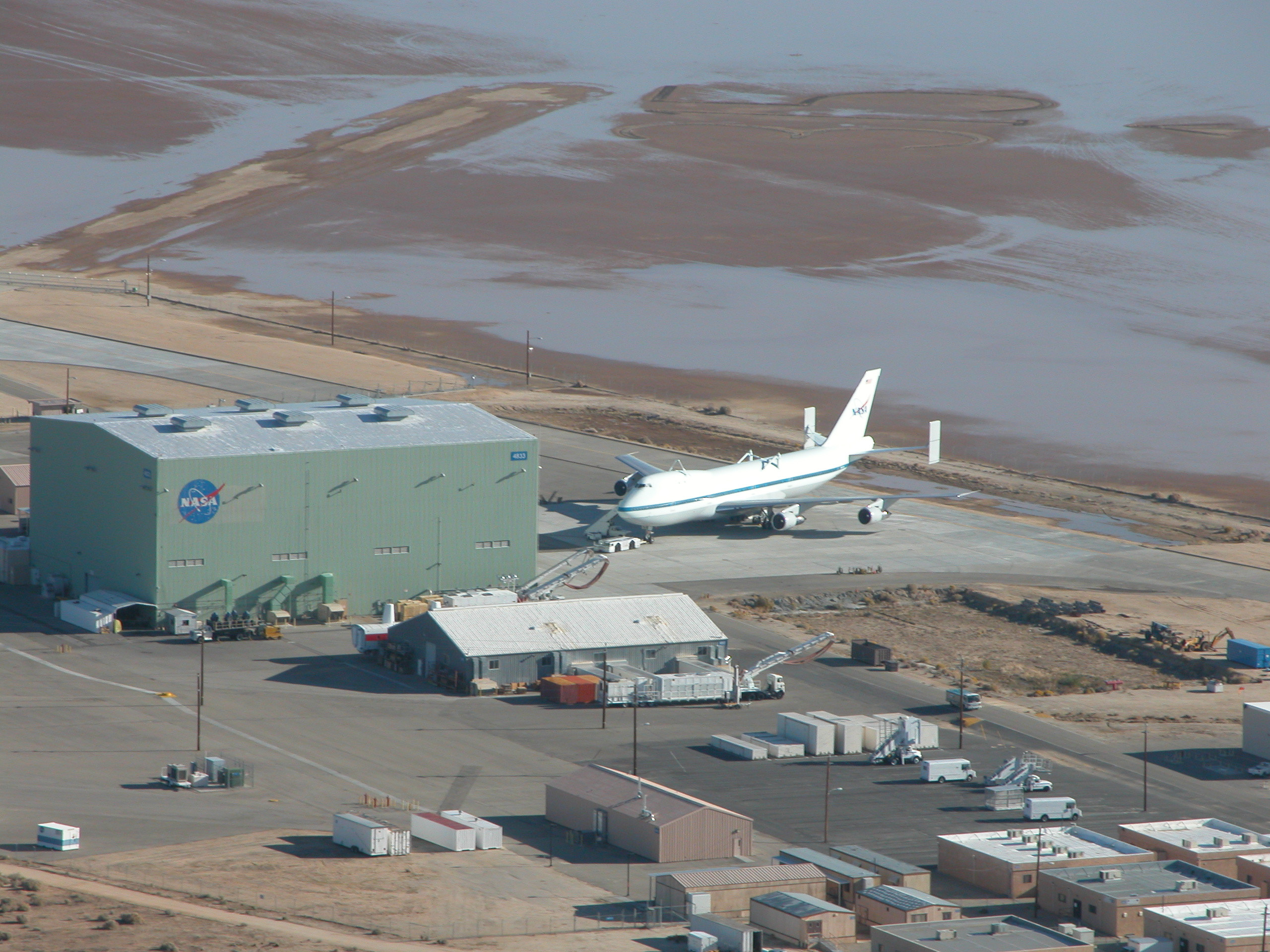
Uno degli SCA al Dryden Flight Research Center.
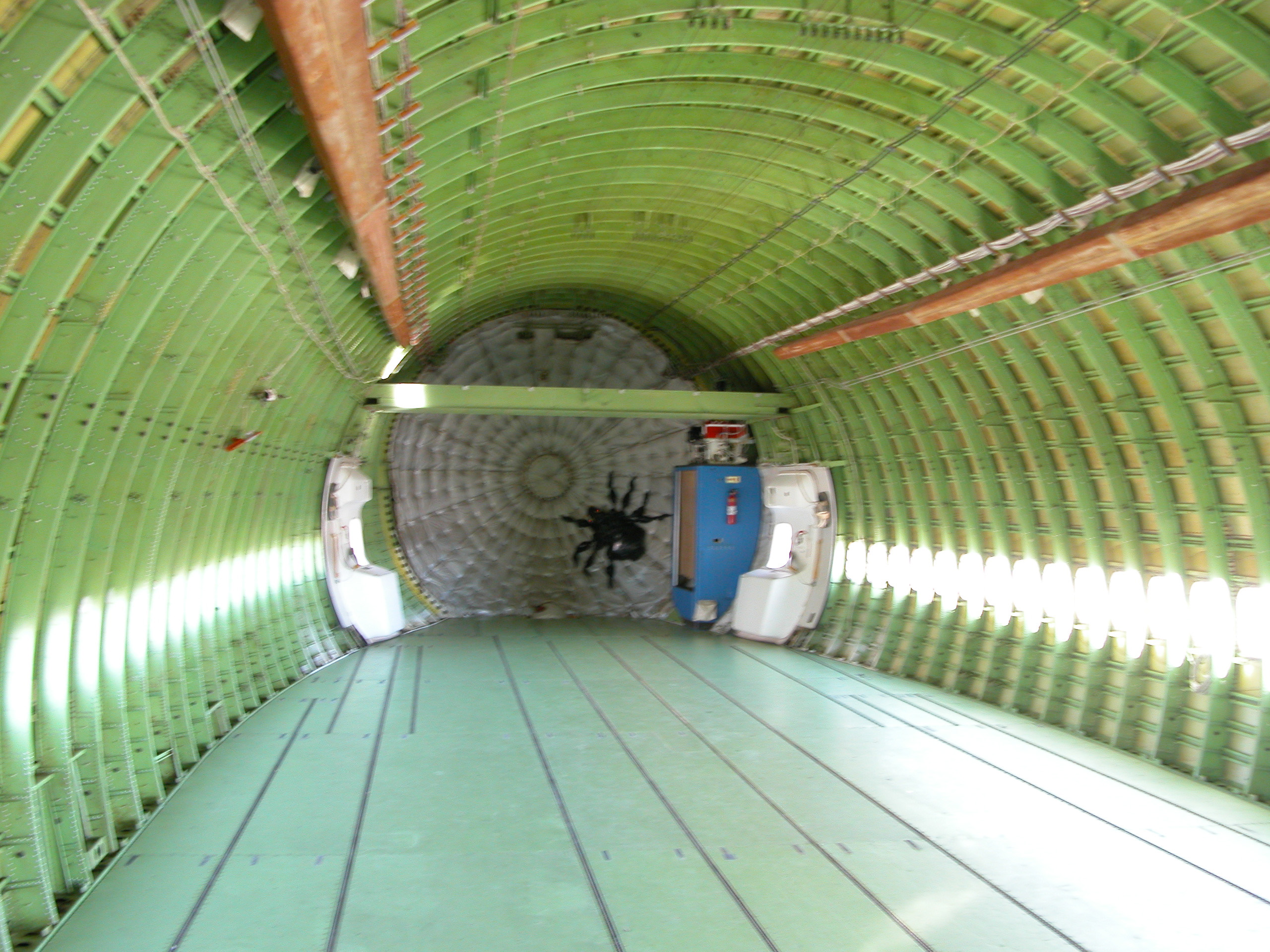
L'interno dell'aereo.
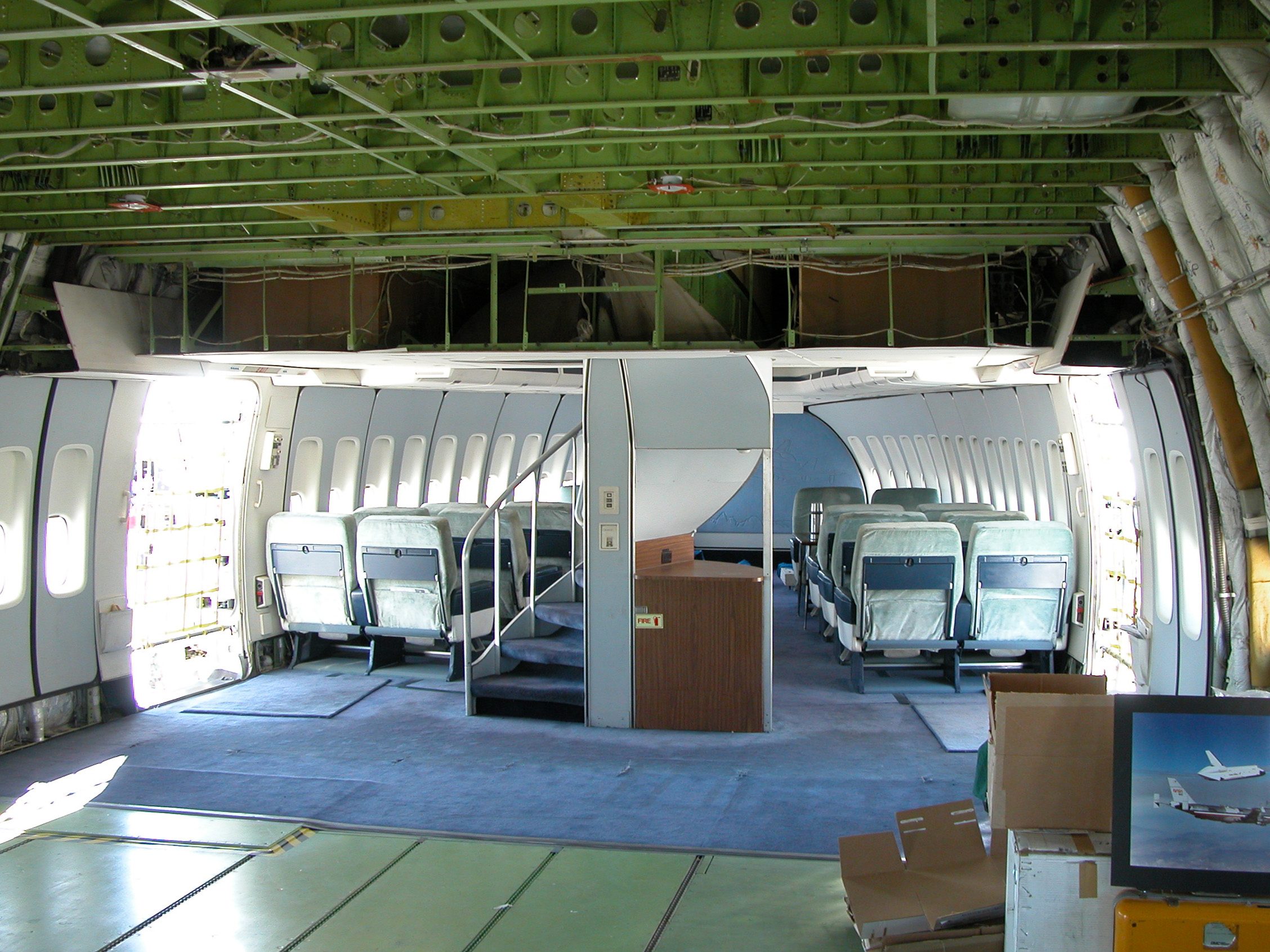
La sezione di prima classe dell'N905NA.
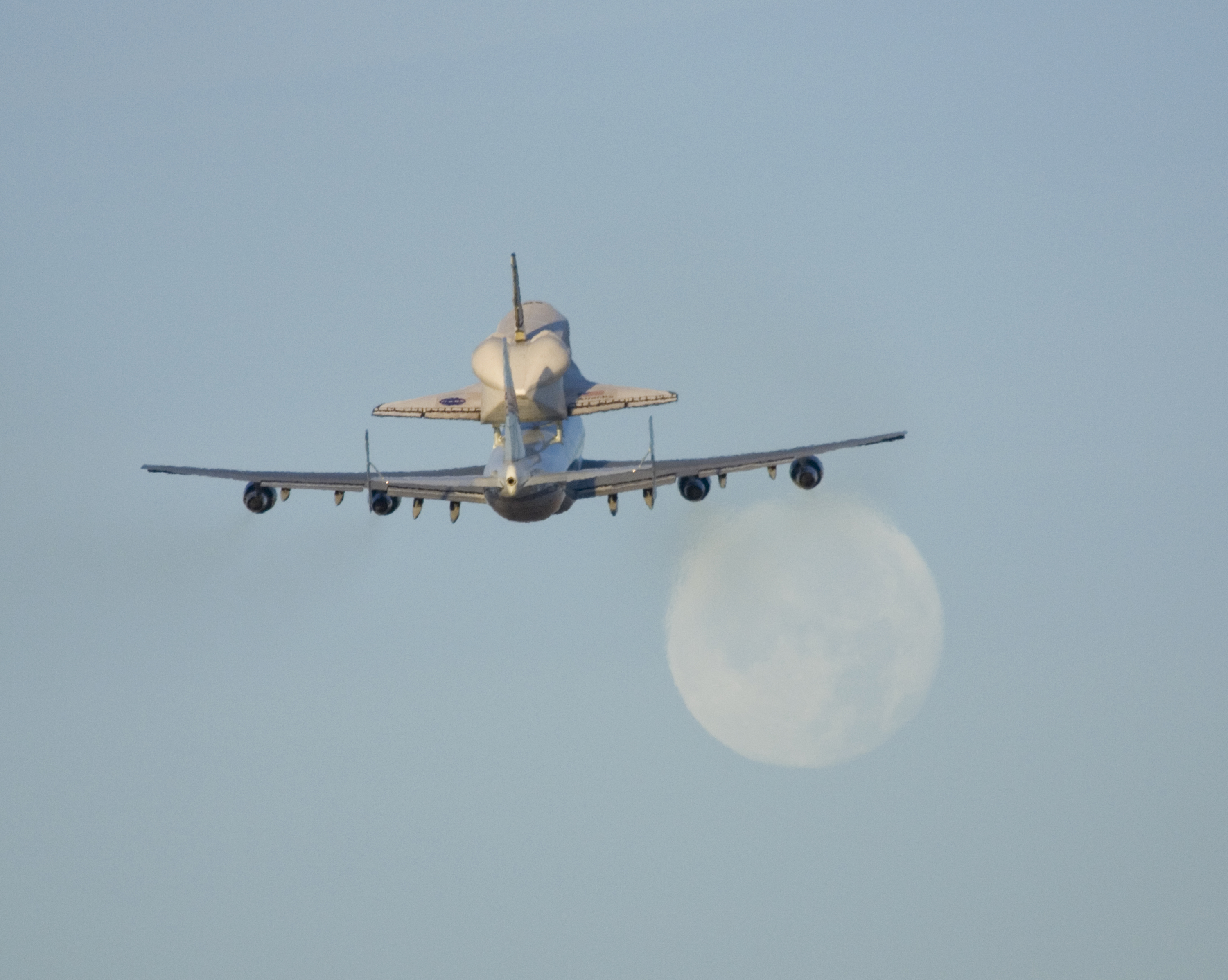
L'Atlantis sullo Shuttle Carrier.
- L'SCA si avvicina allo Shuttle Endeavour, Aprile, 1994
- Lo Shuttle Endeavour sta per essere messo sull'SCA, April, 1994
- SCA in volo, 1992
- Decollo dell'SCA N905NA mentre trasporta lo Space Shuttle Enterprise.
- L'Enterprise viene separato dal N905NA.